# Calmmasjavri
Calmmasjavri är en sjö i Kiruna kommun i Lappland och ingår i Torneälvens huvudavrinningsområde. Sjön har en area på 0,753 kvadratkilometer och ligger 773 meter över havet. Calmmasjavri ligger i Torne och Kalix älvsystem Natura 2000-område.